# Heinrich Hasselhorst
Johann Heinrich Hasselhorst, né le 4 avril 1825 à Francfort et mort le 7 août 1904 à Francfort, est un peintre et dessinateur prussien.

## Biographie

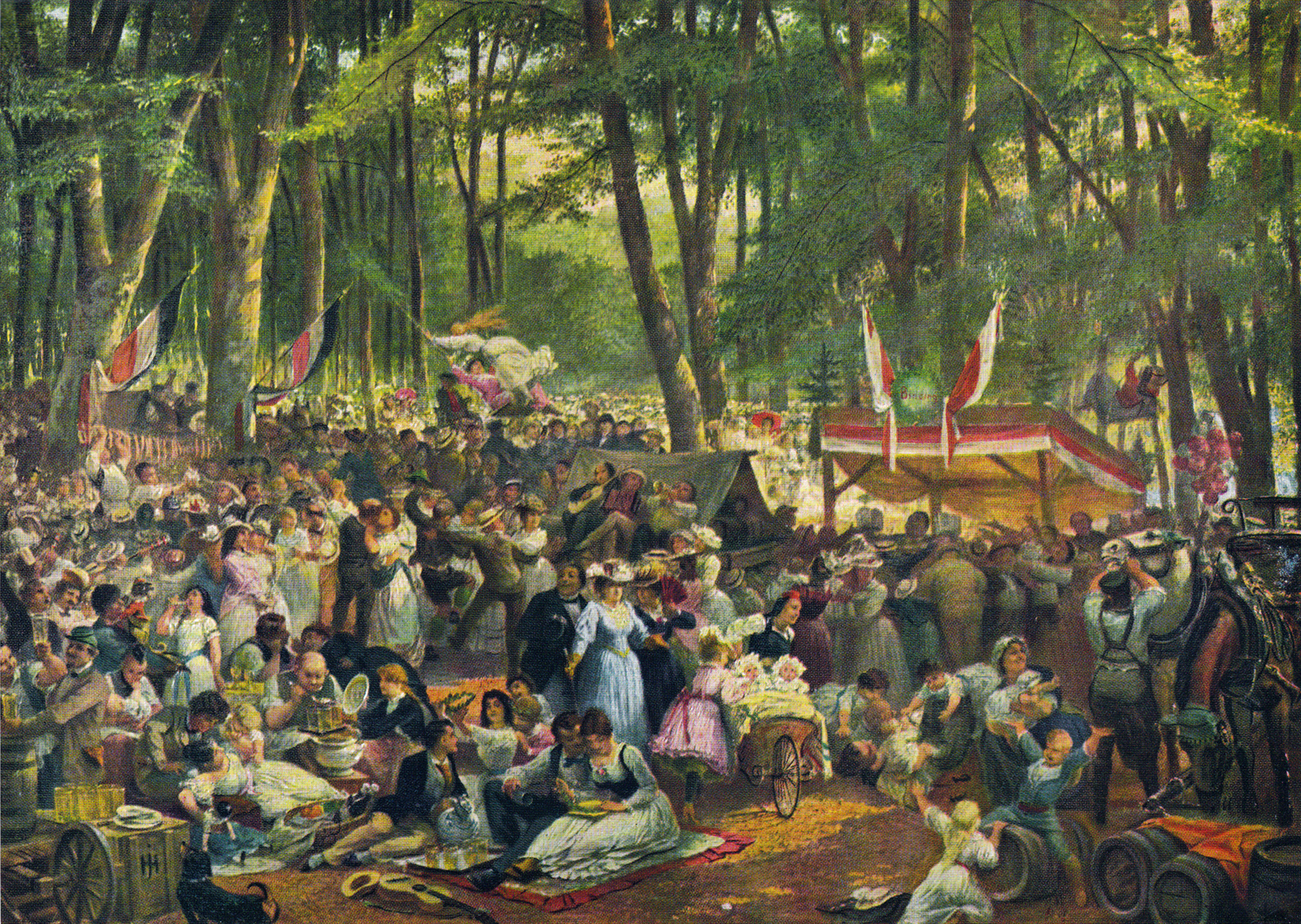
Fête de la forêt (1871), musée historique de Francfort

Hasselhorst est l'élève de Jakob Becker et de Moritz von Schwind à l'école d'art du Städel. Il fait un voyage à Paris en 1852 et un autre à Rome en 1855.
Il fait partie, en tant que peintre, de l'expédition polaire de Georg Berna et Carl Vogt en 1861. Il peint l'île Jan Mayen et les côtes de l'Islande, toiles qui se trouvent aujourd'hui au musée historique de Francfort. Il illustre également une édition de cette expédition parue en 1863.
Hasselhorst enseigne aussi le dessin à partir de 1860 à l'institut d'art de Francfort, ce qui lui donne une grande influence sur les jeunes artistes de Francfort. L'explorateur Julius von Payer est l'un de ses élèves.
Hasselhorst excelle dans les scènes de genre, le portrait et la peinture d'histoire.
Il est enterré au cimetière principal de Francfort (Hauptfriedhof).